# ارتش پوزنان

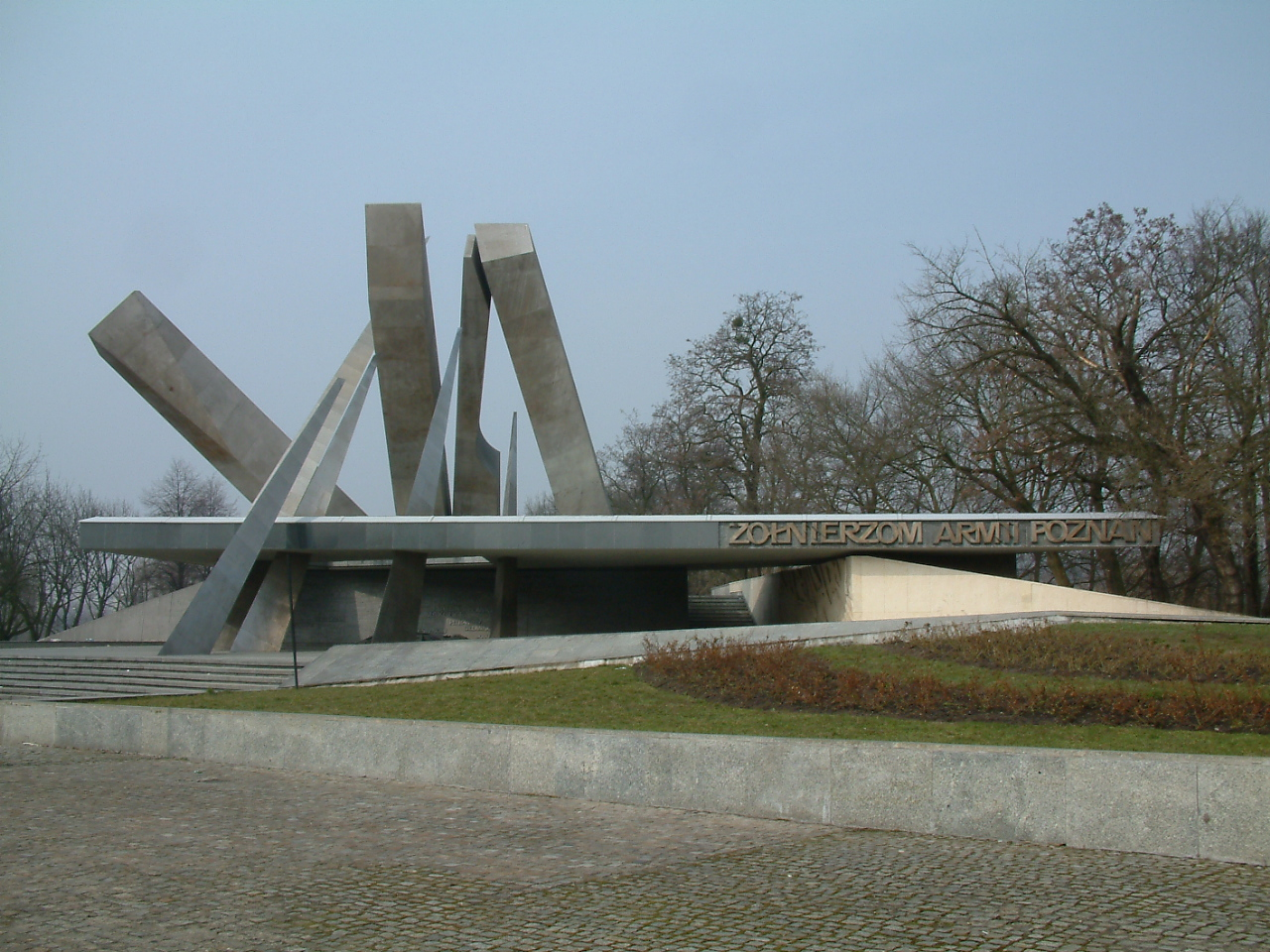
یادواره سپاه پوزنان در پوزنان.

سپاه پوزنان (لهستانی: Armia Poznań) که فرماندهی آن را تادئوس کوت‌سبا به عهده داشت یکی از سپاه‌های ارتش لهستان در هنگام تهاجم آلمان نازی به این کشور در سال ۱۹۳۹ میلادی بود.

## وظایف
سپاه پوزنان در جنوب سپاه پومورزه و در شمال سپاه ووچ قرار داشت و وظیفه آن دفاع از لهستان بزرگ و عقب‌نشینی تدریجی به خطوط دفاعی کناره رود وارتا بود.

## تاریخچه عملیاتی
با آغاز تهاجم آلمان و در هنگام نبرد مرزی، گروه ارتش جنوب ورماخت به خطوط میان سپاه پوزنان و ووچ حمله کرد که ضمن شکست دادن قوای لهستانی ایشان را مجبور به عقب‌نشینی نمود. سپاه پوزنان در این درگیری‌ها مشارکت چندانی نداشت اما به دلیل نگرانی از احتمال محاصره شدن مجبور به عقب‌نشینی شد. در طول عقب‌نشینی نیروهای باقی مانده از سپاه پومورزه نیز به سپاه پوزنان پیوستند که همراه با یکدیگر در ضد حمله لهستانی‌ها (نبرد بزورا) شرکت داشتند. پس از شکست این ضد حمله، باقی مانده نفرات به ورشو عقب نشستند تا در دفاع از پایتخت مشارکت نمایند.